# Sowiecka Formuła 3 Sezon 1964
Sowiecka Formuła 3 w sezonie 1964 – była piątym sezonem Sowieckiej Formuły 3. Mistrzem serii został Władimir Ptuszkin (Spartak Moskwa) na Melkusie 63.
Sezon rozegrano na torach Nemanskoje Kolco (12 okrążeń po 5450 m) i Newskoje Kolco (18 okrążeń po 3260 m).

## Kalendarz wyścigów
| Runda | Data       | Tor       | Pole position | Najszybsze okrążenie | Zwycięzca (kierowcy) | Zwycięzca (zespoły) |
| ----- | ---------- | --------- | ------------- | -------------------- | -------------------- | ------------------- |
| 1     | 26 lipca   | Kowno     | ?             | Władimir Ptuszkin    | Władimir Ptuszkin    | Spartak Moskwa      |
| 2     | 2 sierpnia | Leningrad | ?             | Oleg Katieniew       | Władimir Ptuszkin    | Spartak Moskwa      |

## Klasyfikacja kierowców
| Legenda oznaczeń w tabelach wyników Wyświetl szablon na nowej stronie | Legenda oznaczeń w tabelach wyników Wyświetl szablon na nowej stronie                                                                     |
| Oznaczenie                                                            | Wyjaśnienie |
| --------------------------------------------------------------------- | --- |
| Złoty                                                                 | Zwycięzca lub mistrzostwo |
| Srebrny                                                               | 2. miejsce lub wicemistrzostwo |
| Brązowy                                                               | 3. miejsce lub II wicemistrzostwo |
| Zielony                                                               | Ukończył, punktował (w klasyfikacji generalnej, gdy zdobył co najmniej jeden punkt na przestrzeni sezonu, poza trzema powyższymi opcjami) |
| Niebieski                                                             | Ukończył, nie punktował (w klasyfikacji generalnej, gdy nie zdobył co najmniej jednego punktu na przestrzeni sezonu)                      |
| Czerwony                                                              | Nie zakwalifikował się (NZ) |
| Czerwony                                                              | Nie prekwalifikował się (NPK) |
| Różowy                                                                | Nie ukończył (NU) |
| Różowy                                                                | Niesklasyfikowany (NS) (w klasyfikacji generalnej, gdy nie został sklasyfikowany w żadnym wyścigu sezonu)                                 |
| Czarny                                                                | Zdyskwalifikowany (DK) |
| Czarny                                                                | Wykluczony (WYK/EX) |
| Biały                                                                 | Nie wystartował (NW) |
| Biały                                                                 | Kontuzjowany (K/INJ) |
| Biały                                                                 | Wyścig odwołany (OD/C) |
| Bez koloru                                                            | Został wycofany (WYC/WD) |
| Bez koloru                                                            | Nie przybył (NP/DNA) |
| Bez koloru                                                            | Nie brał udziału w treningach (NT/DNP) |
| Bez koloru                                                            | Nie został zgłoszony (–) |
| Pogrubienie                                                           | Start z pole position |
| Kursywa                                                               | Najszybsze okrążenie wyścigu |
| †                                                                     | Nie ukończył, ale jego rezultat został zaliczony ze względu na przejechanie więcej niż 90% dystansu wyścigu.                              |
| *                                                                     | Sezon w trakcie |
| 1/2/3                                                                 | Punktowana pozycja w sprincie kwalifikacyjnym                                                                                             |
| Lista systemów punktacji Formuły 1                                    | |

| Poz. | Kierowca            | Zespół                     | KWN | LEN | Punkty |
| ---- | ------------------- | -------------------------- | --- | --- | ------ |
| 1    | Władimir Ptuszkin   | Spartak Moskwa             | 1   | 1   | 22     |
| 2    | Oleg Katieniew      | Spartak Moskwa             | 4   | 2   | 15     |
| 3    | Wiktor Łapin        | DOSAAF Moskwa              | 3   | ?   |        |
| 4    | Walerij Szachwerdow | Sowieckaja Armia Leningrad | 2   | ?   |        |